# نوباء كبيرة
نوباء كبيرة (الاسم العلمي: Alternaria grandis) هو نوع من الفطريات يتبع جنس النوباء من الفصيلة البوغيانية.